# هولد ذا لاين
هولد ذا لاين هي أغنية لفرقة الروك الأمريكية توتو صدرت في 2 أكتوبر 1978.

## الثقافة الشعبية
تم استخدام «هولد ذا لاين» في لعبة الفيديو جي تي أي: سان أندرياس على محطة الراديو الخيالية كي دي إس تي.